# Wetton Downes
Wetton Downes is een Britse rockband opgericht in 2005, alhoewel er van een officiële oprichting geen sprake is geweest.
Geoffrey Downes en John Wetton kennen elkaar al een tijdje; zij maakten beiden deel uit van de legendarische supergroep Asia (band). Die band viel na een aantal albums uit elkaar vanwege muzikale meningsverschillen en teruglopende verkopen. Downes ging verder met Asia in diverse bezettingen en met wisselend succes. Wetton schnabbelde overal en nergens.
In 2005 kwamen ze elkaar weer tegen en de verschillen bleken kennelijk gering; ze gingen weer samenwerken.  
Albums:
- Icon;
- Icon II (Rubicon);
- Icon Live - Never in a million years;
- Icon 3.

Zoals te verwachten was, klinken de albums als albums van beginnend Asia, aangezien de heren een flinke vinger in de pap hadden bij Asia. De samenwerking kan gezien worden als een voorloper van de aangekondigde reünie van Asia in 2007.